# Guzmania inexpectata
Guzmania inexpectata är en gräsväxtart som beskrevs av Harry Edward Luther. Guzmania inexpectata ingår i släktet Guzmania och familjen Bromeliaceae. Inga underarter finns listade i Catalogue of Life.